# Francesco Graziani
Francesco Graziani (Subiaco, Roma, 16 de diciembre de 1952) es un exfutbolista y director técnico italiano. Se desempeñaba en la posición de delantero.

## Trayectoria
Comenzó su carrera en el Arezzo de la Serie B italiana entre 1970 y 1973. Luego fue fichado en 1973 por el equipo de sus amores el Torino, donde logró consolidarse como una estrella, siendo campeón de la Serie A en la temporada 1975-76 y casi logra el bicampeonato en la del 1976-77 en un duelo épico con la Juventus su archirrival, pero en la última fecha fue superado por un punto por la Juventus que logró 51 puntos contra 50 del Torino, el Ciccio anotó en ese campeonato 21 goles.
En 1981 firmó por la Fiorentina donde hizo una campaña histórica, la fiore, peleó palmo a palmo el campeonato con la Juventus, y una vez más quedó segundo a un punto de su verdugo la Juventus. En 1983 a los 30 años recaló en un grande y campeón vigente la A. S. Roma, logrando una Copa Italia en 1984 y disputó junto a cracks como Falcão, Bruno Conti, Roberto Pruzzo y Toninho Cerezo, la Copa de Campeones de Europa 1983-84, llegando a la gran final frente a Liverpool en el Estadio Olímpico de Roma, siendo derrotados en definición por penales. Entre 1986 a 1988 jugó en el Udinese Calcio disputando 32 partidos anotando 9 goles y se retiró en 1988 en el equipo australiano Leichhardt Tigers.

## Selección nacional
Fue internacional con la selección de fútbol de Italia en 64 ocasiones y marcó 23 goles. Debutó el 19 de abril de 1975, en un encuentro ante la selección de Polonia que finalizó con marcador de 0-0. Graziani disputó dos mundiales, primero el de Argentina 1978 donde jugó tres partidos entrando de suplente, ante Hungría en el minuto 83, ante Austria en el 72' y ante los Países Bajos en el 77' sin anotar goles. Italia hizo un gran mundial y quedó cuarta. Luego disputó el mundial de España 1982, donde ya estaba consolidado como titular en el ataque azzurro, disputando los siete encuentros y anotando un gol ante Camerún en la primera fase. En la gran final ante Alemania, se lesionó la espalda en el minuto 7 siendo reemplazado por Alessandro Altobelli y saliendo Italia campeona del mundo por tercera vez.

### Participaciones en Copas del Mundo
| Mundial                        | Sede      | Resultado |
| ------------------------------ | --------- | --------- |
| Copa Mundial de Fútbol de 1978 | Argentina | Semifinal |
| Copa Mundial de Fútbol de 1982 | España    | Campeón   |

### Participaciones en Eurocopas
| Eurocopa      | Sede   | Resultado |
| ------------- | ------ | --------- |
| Eurocopa 1980 | Italia | Semifinal |

## Clubes

### Como futbolista
| Club                | País      | Año       |
| ------------------- | --------- | --------- |
| U. S. Arezzo        | Italia    | 1970-1973 |
| Torino F. C.        | Italia    | 1973-1981 |
| A. C. F. Fiorentina | Italia    | 1981-1983 |
| A. S. Roma          | Italia    | 1983-1986 |
| Udinese Calcio      | Italia    | 1986-1988 |
| Leichhardt Tigers   | Australia | 1988      |

### Como entrenador
| Club                | País   | Año       |
| ------------------- | ------ | --------- |
| A. C. F. Fiorentina | Italia | 1989-1990 |
| Ascoli Calcio       | Italia | 1990      |
| Reggina Calcio      | Italia | 1990-1991 |
| U. S. Avellino      | Italia | 1991-1992 |
| Calcio Catania      | Italia | 2001-2002 |
| Montevarchi Calcio  | Italia | 2003-2004 |
| A. S. Cervia        | Italia | 2004-2006 |

## Palmarés

### Campeonatos nacionales
| Título      | Club         | País   | Año     |
| ----------- | ------------ | ------ | ------- |
| Serie A     | Torino F. C. | Italia | 1975-76 |
| Copa Italia | A. S. Roma   | Italia | 1983-84 |
| Copa Italia | A. S. Roma   | Italia | 1985-86 |

### Copas internacionales
| Título                 | Club                | País   | Año  |
| ---------------------- | ------------------- | ------ | ---- |
| Copa Mundial de Fútbol | Selección de Italia | Madrid | 1982 |

### Distinciones individuales
| Distinción                 | Año      |
| -------------------------- | -------- |
| Capocannoniere             | 1976-77. |
| Goleador de la Copa Italia | 1980-81. |